# 海湾通勤铁路
海湾通勤铁路（英語：Sounder commuter rail，四字代码：SDRX）是由国家铁路客运公司（Amtrak）代海湾公共交通局运营的通勤铁路。该系统北至埃弗里特，南至莱克伍德，于工作日上下班高峰期开行。
截至2017年，根据时刻表，大部分列车服务于传统的通勤客流，即早上开往西雅图，下午离开；另有三对往返列车服务于逆向通勤客流，即早上开往塔科马，下午离开。此外，当周六和周日主场在世纪互联体育场的西雅图海鹰和西雅图水手以及主场在T-Mobile球场的西雅图海湾者足球俱乐部有比赛时，会有额外的列车开行，这两座体育场离景街站很近

## 历史

### 南线
南线于2000年9月18日通车，当时仅停靠塔科马、萨姆纳、奥本，最终抵达西雅图；2001年2月5日起增加停靠皮阿拉普和肯特；2001年3月12日起增加停靠塔克维拉。目前每天有13对往返列车运行在南线上，其中3对服务于逆向通勤客流。
2010年，海湾公共交通局和BNSF铁路达成了价值1.85亿美元的协议，根据协议海湾公共交通据可以永久使用南线铁路走廊，同时也可以在2012至2017年间加开4对往返列车。
2012年10月8日，南塔科马站和莱克伍德站落成，每天有5对与高峰期客流方向相同的往返列车停靠这两个新车站。2016年9月，莱克伍德和西雅图之间加开了一对每天中午开行的列车。2017年9月，加开两对往返列车，至此，每天有8对往返列车运行于莱克伍德延伸段。
南线2010年的的每周客流量平均为8300人次，较上年下降了7%，这是由于西雅图市中心就业率低靡导致的。之后客流量开始上升，到2015年10月达到了每天14500人次。2016年，日均客流量为14731人次。

### 北线
埃弗里特至西雅图的线路长35英里（54千米），于2003年12月21日通车，首趟列车用于接送当日观看西雅图海鹰比赛的观众。常规服务于次日开始，有一对往返列车在早上开往西雅图，下午驶回埃弗里特。2005年6月6日和2007年9月分别加开了第二对和第三对往返列车来应对日益增加的客流。2008年9月，再次增加一对往返列车。至此，共有4对往返列车在高峰期根据客流方向开行。2008年5月31日，马科尔蒂奥站投入使用。北线目前共有三座车站：埃德蒙兹、马科尔蒂奥和埃弗里特。
另外，由于海湾公共交通局与美铁瀑布号列车有合作关系，购买月票的乘客可以利用Railplus计划乘坐开往贝灵厄姆和温哥华太平洋中央车站的瀑布号列车，票价标准与其他海湾通勤北线列车相同。和从芝加哥开来的帝国建设者号列车一样，瀑布号列车不停靠马科尔蒂奥。
2010年北线每周的客流量为1100人次；2016年第一季度，每周客流量为1561人次。历史上，北线经常因为泥石流导致列车取消，不过现在华盛顿州运输局已经开始施工以期解决此问题。

## 未来的延伸计划
海湾公共交通局计划将南线延伸到莱克伍德Tillicum和杜邦。在华盛顿州运输局的资助下，海湾公共交通局已经开始修建铁轨，这也是Point Defiance绕行线规划的一部分。车站的建设将由2016年通过的海湾公共交通3号投票提供资金。以上两座车站预计于2036年启用，花费3亿美元。此外，海湾公共交通局计划加长南线站台长度以便将列车由现在的7节编组增加为10节。

## 车票及票价
和海湾轻轨中央线一样，海湾通勤火车车站不设检票闸机，乘客在乘车前需要购买纸质车票或者刷虎鯨卡扣除相应的车费。海湾公共交通局的检票员或者警察会随机抽查乘客的车票，逃票者如被发现会被罚款。
票价是按距离计算的，使用虎鯨卡的乘客必须在上车前以及下车后在站台上刷卡，上车前刷卡时会被扣除此站至终点站的票价并签发乘车凭证，下车后刷卡可以根据实际乘车里程退还差价。
青少年、老人、残疾人和加入ORCA Lift计划的低收入人群可享受折扣票价。截至2018年12月，成人票价如下：

### 北线
| 埃弗里特 | 埃弗里特   | 埃弗里特   | 埃弗里特     |
| -------- | ---------- | ---------- | ------------ |
| $3.25    | 马科尔蒂奥 | 马科尔蒂奥 | 马科尔蒂奥   |
| $4.00    | $3.75      | 埃德蒙兹   | 埃德蒙兹     |
| $5.00    | $4.50      | $4.00      | 西雅图景街站 |

### 南线
| 莱克伍德 | 莱克伍德 | 莱克伍德 | 莱克伍德 | 莱克伍德 | 莱克伍德 | 莱克伍德 | 莱克伍德 | 莱克伍德     |
| -------- | -------- | -------- | -------- | -------- | -------- | -------- | -------- | ------------ |
| $3.25    | 南塔科马 | 南塔科马 | 南塔科马 | 南塔科马 | 南塔科马 | 南塔科马 | 南塔科马 | 南塔科马     |
| $3.50    | $3.25    | 塔科马   | 塔科马   | 塔科马   | 塔科马   | 塔科马   | 塔科马   | 塔科马       |
| $4.00    | $3.75    | $3.50    | 皮阿拉普 | 皮阿拉普 | 皮阿拉普 | 皮阿拉普 | 皮阿拉普 | 皮阿拉普     |
| $4.00    | $4.00    | $3.50    | $3.25    | 萨姆纳   | 萨姆纳   | 萨姆纳   | 萨姆纳   | 萨姆纳       |
| $4.50    | $4.25    | $4.00    | $3.50    | $3.50    | 奥本     | 奥本     | 奥本     | 奥本         |
| $4.75    | $4.50    | $4.25    | $4.00    | $3.75    | $3.25    | 肯特     | 肯特     | 肯特         |
| $5.00    | $5.00    | $4.50    | $4.25    | $4.00    | $3.75    | $3.25    | 塔克维拉 | 塔克维拉     |
| $5.75    | $5.50    | $5.25    | $4.75    | $4.75    | $4.25    | $4.00    | $3.75    | 西雅图景街站 |

## 客流量统计
数据来自海湾公共交通局
| 年份          | 2004    | 2005      | 2006      | 2007      | 2008      | 2009      | 2010      | 2011      | 2012      | 2013      | 2014      | 2015      | 2016      | 2017      |
| ------------- | ------- | --------- | --------- | --------- | --------- | --------- | --------- | --------- | --------- | --------- | --------- | --------- | --------- | --------- |
| 年客流量/人次 | 955,298 | 1,268,291 | 1,692,971 | 2,156,652 | 2,668,623 | 2,492,362 | 2,364,290 | 2,543,955 | 2,811,891 | 3,035,735 | 3,361,317 | 3,812,040 | 4,165,992 | 4,438,374 |
| 同比增长/%    | —       | 33%       | 34%       | 27%       | 24%       | -7%       | -5%       | 8%        | 11%       | 8%        | 11%       | 13%       | 8%        | 6%        |